# 法拉格特級驅逐艦 (1934年)
法拉格特級驅逐艦(Farragut class destroyer)是1930年代美國建造的驅逐艦，總共8艘。他們和前級相差十多年，因此很明顯的比前級近代化。他們在太平洋戰爭時都是第一線驅逐艦，戰爭結束前共喪失3艘。
此級以及後繼各級因為比過去的平甲板型優秀太多了，有些老舊驅逐艦官兵覺得已經超過驅逐艦該達到的性能，設備過於奢侈豪華，因此給了「鍍金的」(Goldplater)稱呼。

## 背景及設計
一次大戰後期美國生產了大量平甲板驅逐艦，戰後因為需要減少，這些還很新的驅逐艦很多都被封存備用，也因此整個1920年代美國並沒有新設計驅逐艦。但是十多年過去了，這些船艦和他國的相比，已經跟不上時代，因此新一代驅逐艦的設計需求已經出現，特別是1920年代末期日本吹雪級的出現更是成了注目焦點。美國海軍針對先前的平甲板型列出了洋洋灑灑的改正項目，加入本級需求。
首先是凌波性，平甲板型雖然船體強度容易保持，但凌波性較差，因此本級改用船首樓構型。另外前級艦尾設計擴大了轉彎半徑，油槽設計在戰時也容易呈現弱點，以上幾點都在本級進行改進，這十年來的鍋爐輪機系統進步也讓馬力提升的同時，煙囪可以從4個降為2個，增加甲板可運用空間。因此本級和前級相比，具有以下的提升：
1. 最高航速提升3.3節
2. 主砲數量提升 25%, 由4門增為5門
3. 火力提升 35%, 因為改用5吋砲
4. 雖然魚雷管從12支降為8支，但因為改在中軸線上，單側數目反而從6增加到8
5. 乾舷較高, 航海性能提升
6. 續航距離增加了 430 海里

而這些提升僅增加了 22% 的排水量。
此級的後煙囪因為負擔3具鍋爐排煙，前煙囪僅負擔一具，因此後煙囪比前煙囪粗，也是識別上的特徵。

## 武裝及性能
本級主砲改用 5 門單裝的Mk12型5吋38倍徑高平兩用砲，艦橋前的兩座有裝砲盾，後三座則為開放式。本級第三砲位的主砲直接在後煙囪以後，魚雷管以前，本級之後的位置則有所變動。此級開始也裝有火控系統。防空火力則是4挺50機槍。
戰時為了提高防空火力，將50機槍和第三砲位的主砲拆除, 改裝20mm機砲和40mm機砲，這部份改裝各艦有所差異。
本級新造時並沒有裝設深水炸彈，僅有聲納，後來在戰時追加艦尾的深水炸彈投射軌。

## 歷史
本級艦進入戰爭時經常都在第一線，珍珠港事變時也都在現場。沃登號1943年在阿拉斯加海域觸礁沈沒，赫爾號和莫納根號在1944年12月眼鏡蛇颱風事件中沈沒。
因為戰時追加雷達以及其他防空武裝，還有深水炸彈，卻只有拆除一座主砲，因此重心提高了很多，甚至影響到操舵，眼鏡蛇颱風事件之後進行檢討，認為此級艦已經沒有改善價值，因此殘存艦戰後很快就除役解體。

## 同級艦
- DD-348 法拉格特號
- DD-349 杜威號
- DD-350 赫爾號 (因眼鏡蛇颱風喪失)
- DD-351 麥克多諾號
- DD-352 沃登號 (阿留申群島觸礁沉沒)
- DD-353 戴爾號
- DD-354 莫納根號 (因眼鏡蛇颱風喪失)
- DD-355 艾爾文號